# Follicolo linfatico

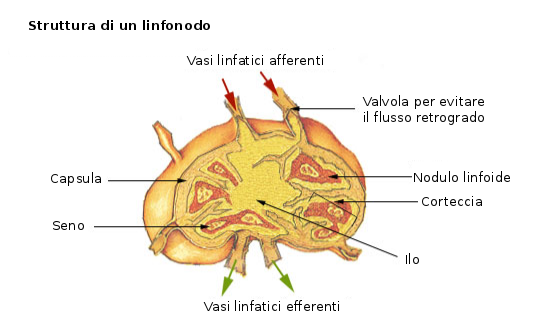
Struttura di un linfonodo

Il termine follicolo linfatico (o nodulo linfatico) indica un aggregato sferoidale di linfociti che si trovano nella parte corticale del linfonodo. Sono principalmente formati da linfociti B anche se vi è una presenza minore di linfociti T helper, cellule accessorie e macrofagi. Si distinguono in follicoli primari e follicoli secondari.
I follicoli primari contengono principalmente cellule B vergini (e inattive).
I follicoli secondari hanno un centro germinativo che conferisce loro una colorazione più chiara al microscopio ottico.
I centri germinativi, circondati da cellule B vergini, presentano all'interno le cellule B attivate, cioè quelle che si trovano nei vari stadi di maturazione a seguito di uno stimolo di proliferazione indotto da un antigene.
Le cellule linfoidi entrano nel linfonodo attraverso vasi arteriosi e penetrano i follicoli attraverso una fitta rete capillare. Dopo che le cellule hanno penetrato il follicolo, il sangue esce dal linfonodo passando per la corticale e per i cordoni midollari lasciando il linfonodo tramite l'ilo. Le venule attraverso cui il sangue scorre si chiamano High Endotelial Veins (HEV), caratterizzate da epitelio cubico monostratificato.
I linfociti penetrano la corticale dei linfonodi e in situazioni normali vi restano per poche ore, rientrando presto nel circolo generale. Solo se attivati, i linfociti proliferano, rimangono a lungo nel linfonodo dando luogo ai follicoli secondari.